# John Miller Andrews
John Miller Andrews, né le 17 juillet 1871 à Comber en Irlande du Nord et mort le 5 août 1956 dans la même ville, est un homme politique britannique qui a notamment été le deuxième Premier ministre d'Irlande du Nord de 1940 à 1943.
Il est également le frère aîné de Thomas Andrews, concepteur du Titanic mort lors du naufrage de celui-ci le 15 avril 1912.